# جولي هارينجتون
جولي هارينجتون (بالإنجليزية: Julie Harrington)‏ هي لاعب كرة مضرب أمريكية، ولدت في 5 فبراير 1962.

## وصلات خارجية
- جولي هارينجتون على موقع رابطة محترفات التنس (الإنجليزية)
- جولي هارينجتون على موقع الاتحاد الدولي لكرة المضرب (الإنجليزية)
- جولي هارينجتون على موقع خلاصة التنس.كوم (الإنجليزية)